# Эклс, Дэннил
Дэннил Эклс (англ. Danneel Ackles), урождённая Элта Дэннил Граул (англ.  Elta Danneel Graul), до замужества Дэннил Харрис (англ. Danneel Harris; род. 18 марта 1979) — американская киноактриса, фотомодель.

## Биография

### Ранние годы
Элта Дэннил Граул родилась 18 марта 1979 года в Лафейетте, штат Луизиана в семье Эдварда Э. Граула мл. и Деборы Граул и воспитывалась в маленьком городке Юнис. Её отец - практикующий офтальмолог, а мать работает дизайнером интерьеров. Имеет сицилийские, французские, английские, шотландские, немецкие и ирландские корни. Её назвали в честь прабабушки, однако она всегда использовала своё второе имя Дэннил, навеянное улицей Дэннил-стрит в Новом Орлеане. У Дэннил есть младший брат Джино. Позже она переехала в Лос-Анджелес, где и началась её карьера.

### Карьера модели и актрисы
Перед получением своих первых ролей Дэннил работала в компаниях Big Sexy Hair и Juicy Jeans. Позже она начала сниматься в рекламе.
Первой её ролью стал фильм «Заварушка в Клоунане». После она появилась в сериалах «Одна жизнь, чтобы жить», «За что тебя люблю» и «Джоуи». В 2005 году Дэннил получила роль в сериале «Холм одного дерева» в роли Рэйчел Гатины. Эта роль принесла ей большую известность. Позже она снялась ещё во многих фильмах, благодаря которым она также не теряет популярность. В 2012 году снялась в трёх эпизодах сериала «В 35 — на пенсию».

## Личная жизнь
С 2006 года встречалась с актёром Дженсеном Эклсом, известным по роли Дина Винчестера в сериале «Сверхъестественное», за которого 15 мая 2010 года вышла замуж. После свадьбы Дэннил взяла фамилию мужа.
У супругов есть трое детей:
- дочь Джастис Джей (Джей Джей) Эклс (род. 30 мая 2013)[6]
- сын Зеппелин Брэм Эклс и дочь Эрроу Родс Эклс (род. 2 декабря 2016)[7]

В данный момент пара проживает в Остине, штат Техас.

## Фильмография
| Год       |     | Русское название                              | Оригинальное название                                     | Роль                      |
| --------- | --- | --------------------------------------------- | --------------------------------------------------------- | ------------------------- |
| 2004      | кор | Заварушка в Клоунане                          | The Plight of Clownana                                    | DildoMan's Fan            |
| 2004      | с   | Все лучшее в тебе                             | What I Like About You                                     | Кейт                      |
| 1999—2004 | с   | Одна жизнь, чтобы жить                        | One Life to Live                                          | Шеннон Макбейн            |
| 2004      | с   | Джоуи                                         | Joey                                                      | Лондон / Кети Харпер      |
| 2005      | с   | Военно-юридическая служба                     | JAG                                                       | Кэмерон «Кэмми» Крессуэлл |
| 2005      | с   | Зачарованные                                  | Charmed                                                   | новая Пейдж               |
| 2005      | кор | Правило №1                                    | Rule Number One                                           | Эйприл                    |
| 2007      | ф   | Десятидюймовый герой                          | Ten Inch Hero                                             | Тиш                       |
| 2007      | с   | C.S.I.: Место преступления                    | CSI: Crime Scene Investigation                            | Шаста Маклуд              |
| 2008      | с   | Бесплатное радио                              | Free Radio                                                | Дэннил Харрис             |
| 2008      | ф   | Гарольд и Кумар: Побег из Гуантанамо          | Harold & Kumar Escape from Guantanamo Bay                 | Ванесса                   |
| 2008      | кор | Гарольд и Кумар: Вперёд в Амстердам           | Harold & Kumar Go to Amsterdam                            | Ванесса                   |
| 2008      | с   | Как я встретил вашу маму                      | How I Met Your Mother                                     | Нора Зинман               |
| 2008      | ф   | Экстремальное кино                            | Extreme Movie                                             | Мелисса                   |
| 2009      | с   | Морская полиция: Спецотдел                    | NCIS                                                      | Джессика Шор              |
| 2009      | с   | Доверься мне                                  | Trust Me                                                  | Джессика                  |
| 2009      | в   | Большая жратва 2                              | Still Waiting...                                          | Шерри                     |
| 2009      | ф   | Зажги этим летом!                             | Fired Up!                                                 | Бьянка                    |
| 2009      | с   | C.S.I.: Место преступления Майами             | CSI: Miami                                                | Эбби Доусон               |
| 2005—2010 | с   | Холм одного дерева                            | One Tree Hill                                             | Рэйчел                    |
| 2010      | ф   | План Б                                        | The Back-up Plan                                          | Оливия                    |
| 2011      | тф  | Я ненавижу, что я тебя люблю                  | I Hate That I Love You                                    | Элли                      |
| 2011      | ф   | Соседка по комнате                            | The Roommate                                              | Ирэн                      |
| 2011      | с   | Секс по дружбе                                | Friends with Benefits                                     | Сара Максвелл             |
| 2011      | ф   | Мальчишник в Новом Орлеане                    | Mardi Gras: Spring Break                                  | Эрика                     |
| 2011      | ф   | Убойное Рождество Гарольда и Кумара           | A Very Harold & Kumar 3D Christmas                        | Ванесса                   |
| 2012      | с   | В 35 — на пенсию                              | Retired at 35                                             | Дженн Харрис              |
| 2012      | тф  | Непослушный или хороший                       | Naughty or Nice                                           | Джилл Род                 |
| 2013      | с   | Как прожить с родителями всю оставшуюся жизнь | How to Live with Your Parents (For the Rest of Your Life) | Оливия                    |
| 2014      | кор | TSA America: Подозрительные выпуклости        | TSA America: Suspicious Bulges                            | Кристина                  |
| 2014      | тф  | Детский лагерь                                | Baby Boot Camp                                            | Джулия                    |
| 2018—2020 | с   | Сверхъестественное                            | Supernatural                                              | Анаэль (Сестра Джо)       |
| 2014      | тф  | Рожденственский контракт                      | The Christmas Contract                                    | Наоми                     |